# Gant de baseball

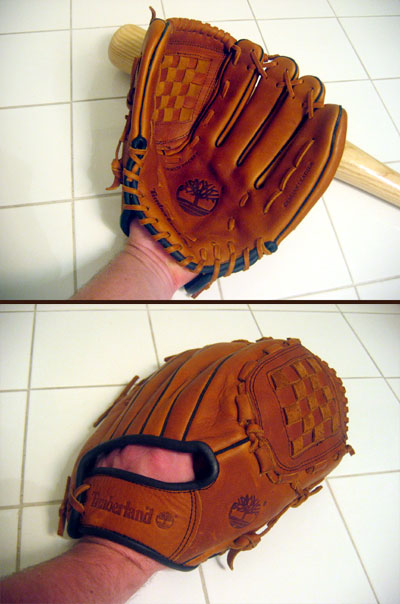
Gant de baseball

Un gant de baseball (en anglais baseball glove) est un large gant de cuir servant à attraper la balle au baseball. À l'origine, le jeu se joue à mains nues, mais entre la fin des années 1870 et le début des années 1890, le port du gant de réception s'impose.

## Histoire
L'origine exacte du gant de baseball reste nébuleuse. Albert Spalding rapporte que le premier gant qu'il ait vu utiliser en match était porté en 1875 par un joueur de première base à Boston, Charles C. Waite. Spalding nota que ce gant était de couleur vive afin de constituer une cible commode. Spalding adopte le gant quand il passe du monticule à la première base en 1877. À la fin des années 1880, tous les joueurs de défense portent des gants, sauf les lanceurs. Hors lanceur, le dernier joueur de ligue majeure à évoluer sans gant est le troisième base de Louisville, Jeremiah Denny (en). Il met un terme à sa carrière en 1894. Nig Cuppy, des Cleveland Spiders est le premier lanceur à adopter le gant de réception en 1893.

## Types de gants de baseball
Un (lanceur) droitier porte le gant de baseball sur la main gauche. Et un gaucher sur la main droite.

## Gant de receveur

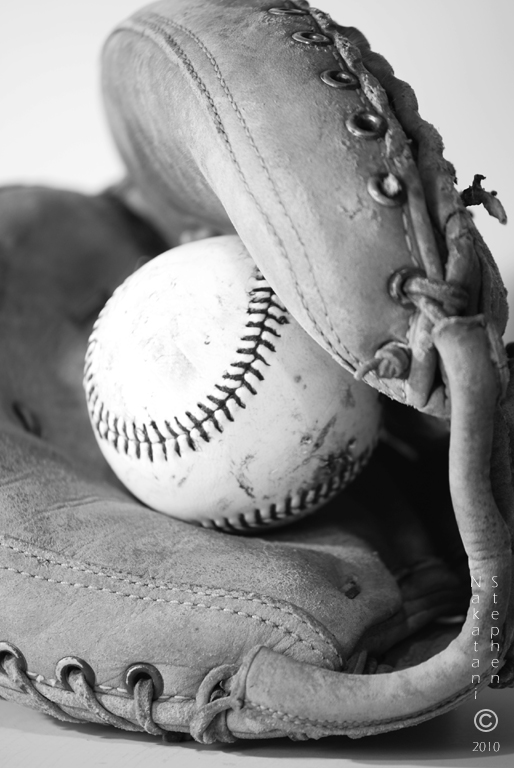
Un gant de receveur.

Le receveur est une position sur le terrain de baseball qui exige du joueur qu'il reçoive un très grand nombre de balles lancées par le lanceur de son équipe. Il reçoit souvent plus d'une centaine de balles par parties et doit, entre autres responsabilités, s'assurer qu'elles soient captées correctement. Le gant que porte le receveur est très différent de ceux des autres joueurs de position. Il est généralement plus large, renforcé pour amortir les nombreux contacts entre la balle et la main, et ne comporte pas de doigts individuels.

## Gant de joueur de premier but
Sans être d'une apparence aussi facilement identifiable que celle du gant de receveur, le gant du joueur de premier but est aussi spécialement adapté à son poste. Il ne comporte pas non plus de doigts individuels.

## Autres gants spéciaux
Un joueur ambidextre utilise un gant semblable à ceux des autres joueurs, qu'il porte à la main droite ou gauche selon sa préférence. Cependant, il existe des cas particuliers, comme celui de Pat Venditte, un des très rares lanceurs ambidextres dans l'histoire du sport. Ce joueur lance de la main gauche ou de la main droite alternativement dans le cours d'une partie. Les ligues professionnelles et collégiales ayant généralement des règlements sur les pièces d'équipement, il obtient la permission de porter un gant de baseball conçu pour lui. Son gant comporte six doigts, avec un pouce à chaque extrémité. Il peut donc l'enfiler dans la main droite ou dans la main gauche sans devoir changer de gant à chaque fois.
Jim Abbott, un lanceur des Ligues majeures de baseball amputé de la main droite, utilisait un gant traditionnel pour droitier dont il couvrait son moignon (main), pour ensuite rapidement l'enfiler dans la main gauche après son tir vers le frappeur.